# Jean-Michel de Lepinay

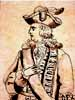
Darstellung des Jean-Michel de Lépinay (o. J.)

Jean-Michel de Lépinay (* ca. 1665, Fougères, Bretagne, Frankreich; † 3. Januar 1721, Fort Royal, Martinique) war ein französischer Offizier in Kanada und Gouverneur von Louisiana und Grenada.

## Leben
Jean-Michel de Lépinay wurde in Fougères, Bretagne, Frankreich, geboren. Nachdem er sich der französischen Armee angeschlossen hatte, emigrierte Lépinay 1687 nach Kanada als Fähnrich und wurde zum 1690 Lieutenant und dann zum Lieutenant in pied befördert (1691).
1691 wurde er auch zum Captain des Hafens von Quebec berufen auf Anforderung des Governor General von Neufrankreich Louis de Buade de Frontenac. Er hatte diese Funktion bis zum 20. April 1695 inne und kehrte dann nach Frankreich zurück, um sich um Familienangelegenheiten zu kümmern.
Am 12. März 1716 wurde Lépinay als Nächstes von Antoine Crozat, dem königlich ernannten Verwalter der Kolonie, zum Gouverneur von Louisiana ernannt. Bevor Lépinay Frankreich verließ, ersuchte er um den Ordre royal et militaire de Saint-Louis und erhielt ihn auch. Er argumentierte, das dies sein Ansehen in den Augen der einheimischen Stämme der Region steigern würde. Er verließ Frankreich am 21. Dezember an Bord des von ihm kommandierten Schiffes „Ludlow“ und trat sein Amt im Februar 1717 an. Er kam mit einem neuen Kommissar, 50 Kolonisten und drei Infanteriekompanien in die Kolonie. Allerdings geriet Lepinay bald in Konflikt mit Jean-Baptiste Le Moyne de Bienville, der bereits zweimal Gouverneur gewesen war und mittlerweile einflussreicher Anführer der Kolonie war. Lepinay konnte keine Verbesserungen gegenüber der Verwaltung des ehemaligen Gouverneurs Antoine Laumet (Sieur de Cadillac) und wurde von Bienville als Gouverneur abgelöst, nachdem Crozat erfolgreich um die Entlassung aus seiner Vereinbarung zur Entwicklung der Kolonie gebeten hatte.
Im November 1717 wurde Lépinay zum Gouverneur von Grenada ernannt. Am 18. Mai 1720 verließ er die Insel Aix en Atalanta, um seine Regierung in Grenada anzutreten, wo er am 28. Juni eintraf. Er starb jedoch bereits am 3. Januar 1721 in Fort Royal, Martinique.